# آلباتروس ال۷۹
آلباتروس ال۷۹ (به انگلیسی: Albatros_L_79) یک هواگرد از نوع هواگرد آیروباتیک ساخت شرکت آلباتروس فلوکتسایک‌ورک در آلمان است. هواگرد آلباتروس ال۷۹ نخستین پروازش را در ۱۹۲۹ میلادی انجام داد. در مجموع، تعداد ۲ فروند از این هواگرد ساخته شده‌است.